# Escanilla
Escanilla es una localidad perteneciente al municipio oscense de Abizanda. Está situada en la comarca del Sobrarbe a una altitud de 519 m s. n. m.

## Geografía y Demografía
Está a 5 km del núcleo principal del municipio. En 1980 tenía 43 habitantes y en 1991, 24.
Se encuentra muy próxima al río Cinca, cerca de su confluencia con el río Susia, y de la cola del embalse de El Grado.

## Patrimonio
- Torre de Escanilla
- Casa Mora (Escanilla)

## Enlaces de interés
- Wikimedia Commons alberga una categoría multimedia sobre Escanilla.

- Datos: Q13048954
- Multimedia: Escanilla / Q13048954